# Szefárdok
A szefárdok vagy szefárd zsidók vagy szvarádi zsidók a zsidók egyik nagy etnikai csoportja.

## A név eredete
Az elnevezés a Szefarad helynévből származik, ahova II. Sarrukín (Szargón) asszír király i. e. 722-ben hurcoltatta el a zsidókat. A nevet az Ibériai-félszigeten élő zsidók vették át a középkorban.

## Történetük

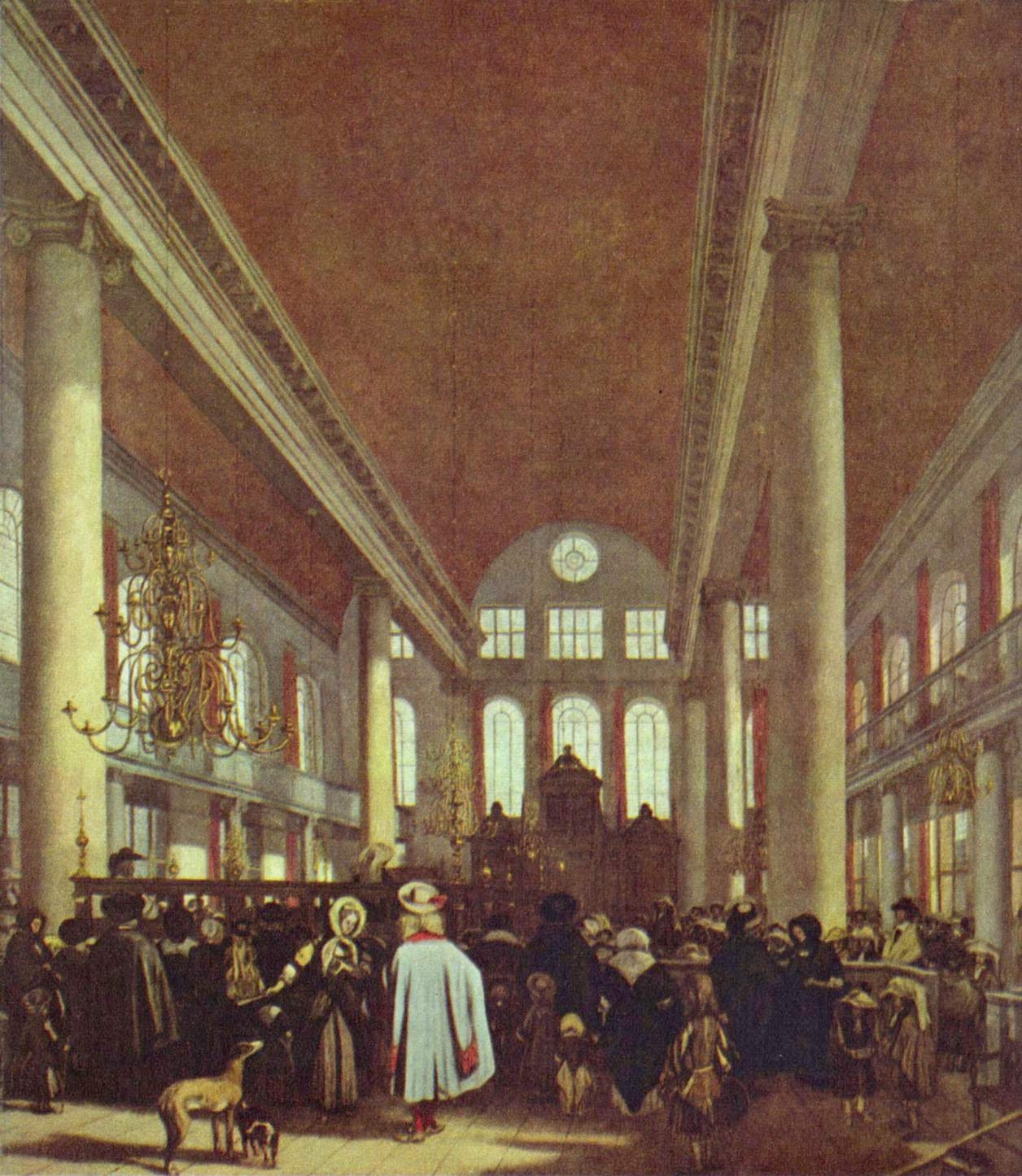
Portugál zsinagóga Amszterdamban (Emanuel de Witte festménye, 1680 k.)

Az Ibériai-félszigeten az első századtól telepedtek le zsidók.
A mórok által elfoglalt ibériai területek visszafoglalására a keresztények már a 8. századtól tettek kísérleteket, de harcaikat csak 1492-ben, Granada visszafoglalásával koronázta végérvényes siker. Kasztíliai Izabella és Aragóniai Ferdinánd („a katolikus királyok”) házassága révén az egyesített spanyol királyság megvalósította a „reconquistát”, a keresztény területek visszafoglalását a muszlimoktól. Az 1492. március 31-i Alhambra-ediktummal vette kezdetét a zsidók üldözése, ami a mór uralom alatt ismeretlen volt. A zsidókat választás elé állították: vagy elvándorolnak, vagy keresztény vallásra térnek. Azokat, akik főleg kényszer hatására felvették a kereszténységet, de otthonukban megtartották a zsidó szokásokat, nevezték marranóknak. Az inkvizíció nyomására elüldözött zsidók elsősorban a törökök által birtokolt területeken, Észak-Afrikában és Délkelet-Európában (az ókori Thrákiában és Thesszáliában) telepedtek le.
Amikor 1531-ben Portugáliában is bevezették az inkvizíciót, a zsidóüldözés új hulláma már a marranókat sem kímélte. Ők főleg kikötővárosokba (Amszterdam, Hamburg, London, Bayonne, Bordeaux, Livorno) menekültek, mivel közülük nagy számban voltak érdekeltek a nagykereskedelemben. Ezek a szefárdok azonban a korábbi üldözöttekkel szemben többnyire már nem szefárdul, hanem spanyolul és portugálul beszéltek.
Az Ibériai-félszigetről elűzött zsidók nemcsak nevükben különböznek az askenázi zsidóságtól, hanem megőrizték nyelvüket, a judeospanyolt, saját szokásokat és irodalmat, liturgiát és zenei hagyományokat alakítottak ki, a babilóniai hagyományokhoz ragaszkodva. A szefárdok központjainak Szaloniki, Isztambul, Jeruzsálem, Szafi (Marokkó), Kairó, Ancona és Velence számítanak.

## A szefárdok Nyugat-Európában
A szefárdok egy része az atlanti partvidéken észak felé vándorolt, Franciaországban (Bordeaux) és Németalföldön (Antwerpen, Amszterdam) hozott létre erős és gazdag közösségeket, más részük Itália érintésével vagy közvetlenül telepedett le a tengeri kereskedelem révén jól ismert oszmán területeken.

## A szefárdok a Balkán-félszigeten és az Oszmán Birodalomban
A Balkán-félsziget szefárd-zsidó lakossága a 15. század végén az Ibériai-félszigetről kiűzött, és ezt követően az Oszmán Birodalom területén letelepedett ladino anyanyelvű zsidóság leszármazottja.
A Balkánon és Kisázsiában elsősorban a forgalmas tengeri kikötőket részesítették előnyben, így a 16. század során Szaloniki, Isztambul és Szmirna (İzmir) váltak jelentős szefárd központokká. Ezt követően megindult a bevándorlás a Balkán belső területeire is, mindenekelőtt a Szalonikit és Isztambult Közép-Európával összekötő dunai és adriai kereskedelmi útvonalak mentén alakultak ki jelentős szefárd közösségek. Ilyenek Bitola (Monasztir), Szkopje (Üszküb), Szarajevó, Dubrovnik (Ragusa) az Adria felé, illetve Adrianápoly (Edirne), Filippopoli (Plovdiv), Szófia, Vidin, Rusze, Belgrád a Duna mentén.

## Napjainkban
A szefárdok többsége a jelenkorban Izraelben él, ahová elsősorban az iszlám országokból és Indiából vándoroltak be. Az askenázik mellett a szefárdoknak is saját főrabbijuk van Izraelben.